# フジヤマ・ママ 雪村いづみ スーパーアンソロジー 1953-1962
『フジヤマ・ママ 雪村いづみ スーパーアンソロジー 1953-1962』（フジヤマ・ママ ゆきむらいづみ スーパーアンソロジー 1953-1962）は、日本の歌手である雪村いづみのベスト・アルバム。
2002年3月21日にビクターエンタテインメントから発売された。

## 解説
雪村いづみ歌手生活50周年を記念して、全盛期10年間のビクターレコードで録音した集大成のアンソロジー。
『デビュー当時のうたの数々がCDでよみがえり感動しました。私の大切な宝物を掘り返してもらった気持ちです。歌いはじめてからこの50年間は、あっという間でした。自分でもよく続いたと思います。』と歌詞カードにコメントを載せている。
また歌手生活の歴史、1953-1962年までの出演映画一覧、出口一也による全曲解説も収載されている。
P86 - は雪村いづみのプロフィールがある。
ディスクジャケットに写っている雪村いづみはEP『踊りあかそう』の写真が使用されている。

## 収録曲

### DISC 1
1. 想い出のワルツ
2. ジャンバラヤ
3. 私にだけは言わないで
4. 星を見つめないで
5. ルビー
6. 貴方ひとりのために
7. はるかなる山の呼び声
8. アイズ・オブ・ブルー
9. お猿の新婚旅行
10. 泪のチャペル
11. 東京の三人娘
12. オウ・マイ・パパ
13. 青いカナリヤ
14. シークレット・ラブ
15. 帰らざる河
16. ウシュカ・ダラ
17. 麗しのサブリナ
18. 心淋しのブルース
19. 愛の泉
20. 月のチャペルで
21. 月光のセレナーデ
22. 小さな靴屋さん
23. インディアン・ラブ・コール
24. 炎のワルツ

### DISC 2
1. マンボ・イタリーノ
2. コ・コ・モ
3. ケンタッキー人の歌
4. スィート・アンド・ジェントル
5. ジャンケン娘
6. ジングル・ベル・マンボ
7. チャチャは素晴らしい
8. セブンティーン
9. 慕情
10. スマイル
11. ペーパー・キッス
12. チャチャはいかが
13. マンボ・バカン
14. チャイナ・チャンボ
15. 恋人になって
16. オンリー・ユー
17. ロック・アンド・ロール・ワルツ
18. 理由なき反抗
19. チャンバラ娘
20. エデンの東
21. 恋と結婚
22. さすらいの男
23. アイボリー・タワー
24. ケ・セラ・セラ
25. ラブ・ミー・テンダー

### DISC 3
1. ロックン桜
2. ブルースを唄おう
3. いとしのシャンティ
4. ビバップ・ルーラ
5. ロンサム・カウボーイ
6. 四月の恋
7. サヨナラ
8. フジヤマ・ママ
9. シュガー・キャンデー
10. 火の玉ロック
11. シャンソン・ダムール
12. ラブレター・イン・ザ・サンド
13. ヤキティ・ヤック
14. 真夜中のブルース
15. 昨夜のようなキッス
16. 恋の片道切符
17. キッスとツイスト
18. マック・ザ・ナイフ
19. アイ・ゲット・キック・アウト・オブ・ユー
20. ひえつき節
21. センザ・ママ
22. サンディ
23. トゥナイト
24. アイ・フィール・プリティ
25. アイ・エンジョイ・ビーイング・ア・ガール
26. 想い出のワルツ [Live]